# Гераклит-парадоксограф
Гераклит-парадоксограф — неизвестный античный автор, жил не раньше III века до н. э. Написал «Опровержение или исцеление от мифов, переданных вопреки природе» (для краткости пользуются названием «О невероятном», др.-греч. Περὶ ἀπίστων), в котором древнегреческие мифы опровергаются с позиции реализма и эвгемеризма.
Произведение «О невероятном» схоже с произведениями античных авторов под псевдонимом Палефат. И, возможно, основано на их полном не сохранившемся оригинале, который содержал несколько трактовок каждого мифа.